# Heiligenkreuz stift
Heiligenkreuz stift (tyska: Stift Heiligenkreuz) är ett kollegiatstift och cisterciensterkloster i byn Heiligenkreuz i södra delen av Wienerwald, cirka 13 km nordväst om Baden bei Wien i Niederösterreich. Stiftet är det äldsta ännu verksamma cistercienserklostret i världen.

## Historia
Klostret grundades 1133 av markis Leopold III av Österrike, efter hans son Ottos förfrågan, som snart skulle bli abbot vid Morimond stift i Bourgogne och senare biskop i Freising. Dess första tolv munkar tillsammans med deras abbot Gottschalk, kom från Morimond på Leopold III:s begäran. Konsekrationen ägde rum 11 september 1133. De kallade sin klosterkyrka Heiligenkreuz (Heliga korset) som ett tecken för deras hängivenhet till korsets frigörande kraft.
Den 31 maj 1188 gav Leopold V av Österrike en relik till klostret, en bit av Det sanna korset, som sedan 1983 kan beskådas i Heliga korsets kapell. Denna relik var en present från
Balduin IV av Jerusalem, Kung av Jerusalem till hertig Leopold V år 1182.
Heiligenkreuz fick stora donationer av grundarens släkt, Babenbergdynastin, och var aktivt i grundandet av många dotterhus.
Följande cistercienserkloster har grundats av Heiligenkreuz:
- Zwettl stift i Niederösterreich in 1138 (ännu verksamt);
- Czikador i Ungern 1142 (upplöst 1526);
- Baumgartenberg i Oberösterreich 1142 (upplöst 1784);
- Marienberg i vad som idag är Burgenland 1194 (upplöst 1526);
- Lilienfeld stift i Niederösterreich 1206 (ännu verksamt);
- Sancta Corona, på tjeckiska känt som Zlatá Koruna, i Böhmen 1263 (upplöst 1785);
- Stift Neuberg i Steiermark 1327 (upplöst 1785).
- Stiepel Priory i distriktet Stiepel i Bochum, 1988.
- På 1990-talet gav klostret stöd för återbildandet av Vyšší Brods kloster i Tjeckien.

På 1400- och 1500-talen hotades kollegiatstiftet av epidemier, översvämningar och bränder. Det skadades svårt under Turkiska krigen 1529 och 1683. Under det senare, brände turkiska horder ner stora delar av klosterkyrkans område, som sedan återuppbyggdes i större format i barock-stil under abbot Klemens Schäfer.
Heiligenkreuz abbotar var ofta kända för sin pietism och sitt lärande. 1734 the Abbey of St. Gotthard in Ungern was ceded to Heiligenkreuz by Emperor Charles VI. I slutet av 1800-talet, slogs det samman med det ungerska Zirc kloster. Klostret i Neukloster i Wiener-Neustadt anslöts till Heiligenkreuz 1881.
Heiligenkreuz kom undan upplösning under den tyskromerska kejsaren Josef II. Nationalsocialisterna planerade dess upplösning under Tredje riket men planen kom aldrig genomföras. Klostrets abbot Karl Braunstorfer var  Heiligenkreuz was a Council Father at the Andra Vatikankonciliet.
Stiftet har varit ett viktigt musikcentrum för Österrike i över 800 år. Många manuskript har hittats i klostret, däribland  de av Alberich Mazak (1609–1661). Idag är Heligenkreuz känt för en inspelning av Gregorianska sånger 2008: "Chant: Music For Paradise". Ytterligare inspelningar följde efter denna.

## Stiftets område och kyrkan

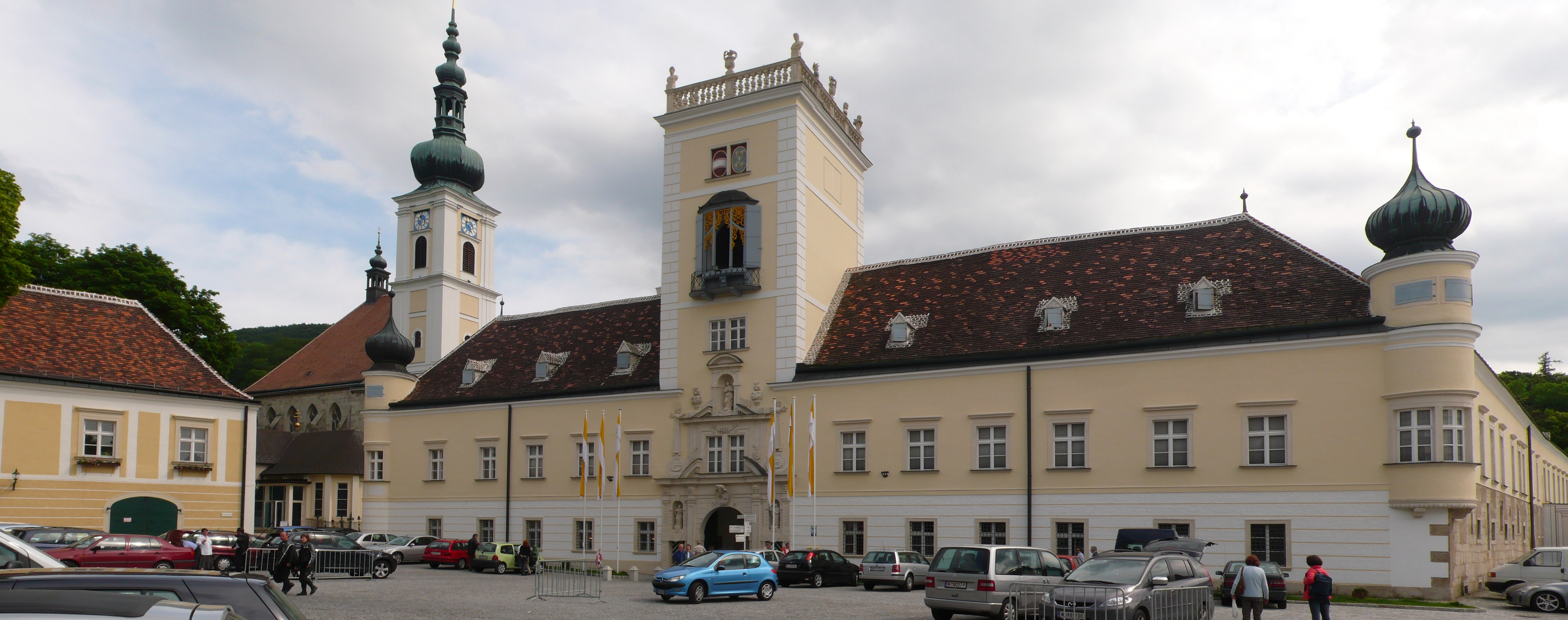
Heiligenkreuz stift, Huvudporten

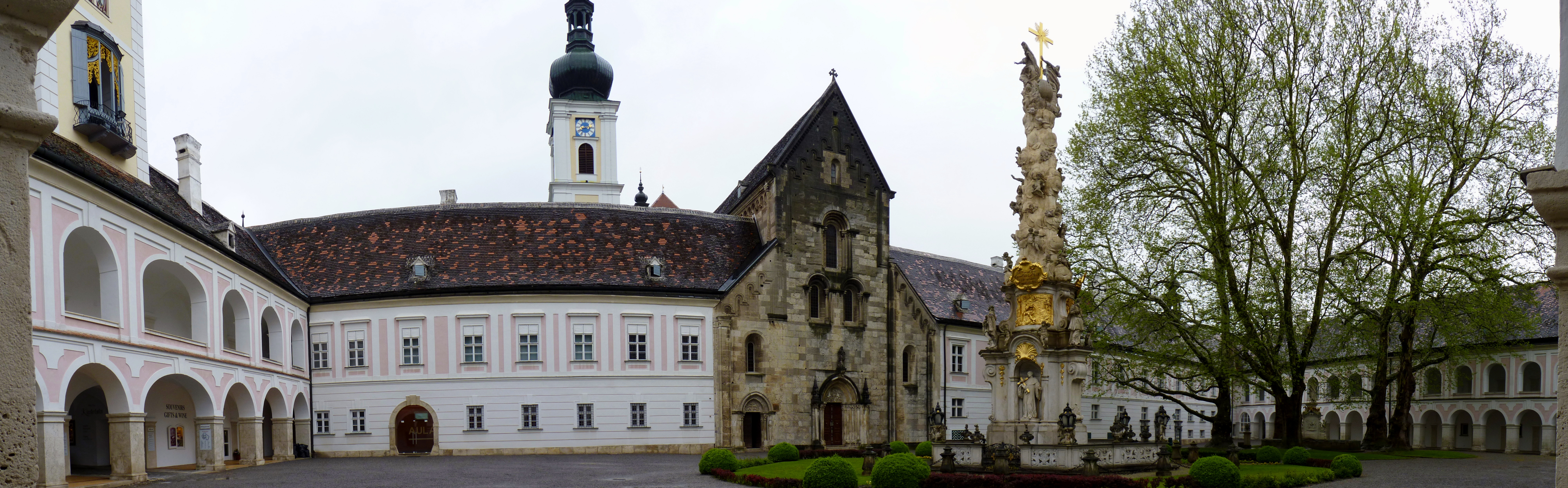
Innergården

Ingången till stiftet sker genom en stor gårdsplan på vars mitt det står en Treenighetskolonn i barockstil, ritad av  Giovanni Giuliani och uppförd 1739.
Fasaden, som i de flesta cistercienserkyrkorna, har tre enkla fönster  as a symbol for the treenighetsläran. Kyrkan saknade ursprungligen också ett klocktorn, men under barock-eran uppfördes ett sådan på kyrkans norrsida.
Klosterkyrkan kombinerar två arkitekturstilar. Fasaden, skeppet och tvärskeppet (från 1187) är i Romansk stil, medan koret (från 1200-talet) är gotisk. Det strama skeppet är ett ovanligt, och berömt, exempel på romansk arkitektur i Österrike. 1200-talets fönstermålningar i koret utgör några av de vackraste resterna av medeltida konst.
Kapitelsalen i korsgången hyser gravarna efter tretton medlemmar i Huset Babenberg, däribland Fredrik II av Österrike, den sista Babenbergaren. Resterna av Otto av Freising hålls under Sakramentets altare i östra änden av Presbyteriumet.
Marie Vetseraa, offer för ett olöst mord i närliggande Mayerling i vilket även Rudolf av Österrike dog, är begravd i byns begravningsplats nära Heiligenkreuz.

## Heiligenkreuz i nutid

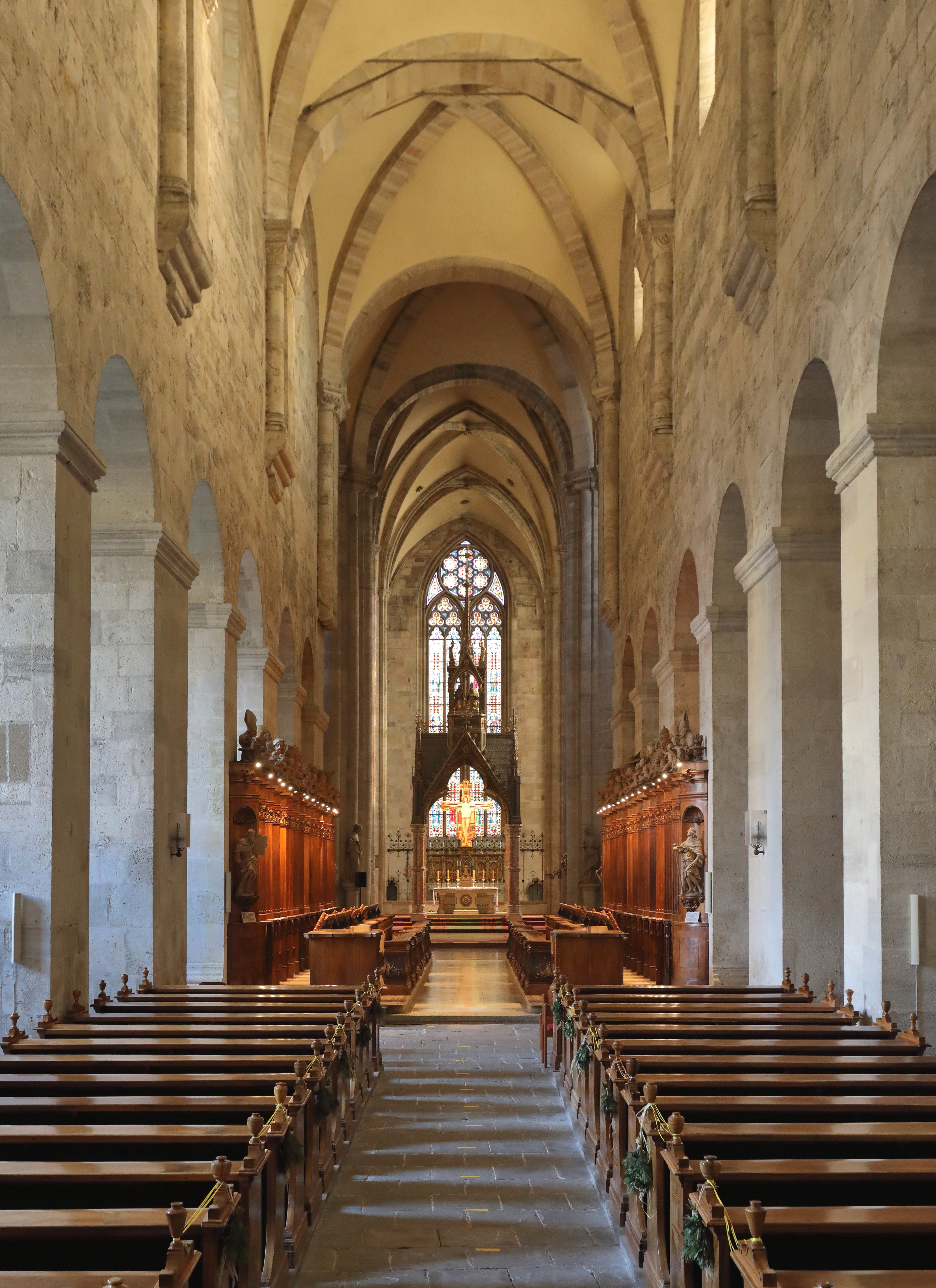
Kyrkans mittskepp

1802 grundades ett institut för filosofiska och teologiska studier, vilket blev en högskola 1976. Den är nu en av de största fakulteterna när det gäller utbildning av präster i den tyskspråkiga delen av världen. I january 2007, höjde Benedict XVI skolans status som Hochschule till Pontifical Athanaeum, vilket nu innebär att den kan examinera enligt Romerska universitetsprivilegier, istället för att göra det under andra universitet i Österrike.
Idag tillhör över 80 munkar klostergemenskapen i Heligenkreuz där fokus ligger på liturgi och gregoriansk sång på latin. Några av munkarna har även pastorala uppdrag i de 17 församlingarna som klostret ansvarar för och fungerar som professorer vid Philosophisch-Theologische Hochschule. Andra jobbar med att hålla anläggningen i skick.
Heiligenkreuz hyser också Priesterseminar Leopoldinum (tidigare Collegium Rudolphinum), ett teologiskt kollegium för män som förbereder sig för prästerskapet.
Sedan 2004 är Heiligenkreuz stift uppsatt på Österrikes lista över planerade världsarvsnomineringar (tentativa världsarvslistan)..
Stift Heiligenkreuz är idag känt som en av de mest levande klostren i centraleuropa; dess nuvarande abbot är medlem i Ratzinger Schülerkreis; en av munkarna är cistercienserordens prokurator, och arbetar i Rom. Många andra kloster har sänt sina yngre munkar till Heiligenkreuz för utbildning i teologi och klosterliv. Det var en av de första stiften att inse värdet av Internet, med en egen webbplats och flera Facebook-grupper men också olika bloggar såsom The Monastic Channel och EUCist News.
Påve Benediktus XVI besökte klostret och dess seminarium under sin resa till Österrike i september 2007.

## Media

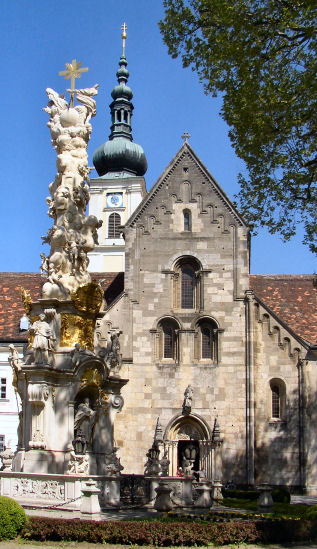
Heiligenkreuz klosterkyrka

- I november 2002 skrev Florian Henckel von Donnersmarck, nuvarande abbot Gregor Henckel Donnersmarcks nevö, ett filmmanus för filmen The Lives of Others i en cell i klostret. Efter att filmen vann en Oscar 2007 i kategorin "Bästa utländska film", återvände han för att fira i Heiligenkreuz med statyn den 28 oktober.[4]

- I april 2008, spelade några av klostrets munkar in en CD med Gregoriansk sång, den släpptes 19 maj på Universal Classics under titeln Chant: Music For Paradise (Chant: Music for the Soul i USA). En digital singel från albumet, "Hymnus 'Veni Creator Spiritus'" släpptes 12 maj. Munkarna signerade avtalet med Universal Music efter att märket annonserat efter heliga sångare och munkarna skickade in sitt demo via YouTube. Albumet sålde snabbt guld i Storbritannien och Tyskland, platina i Belgien och Polen och tredubbel platina i Österrike.[5][6] I februari 2009 nominerades munkarna till Bästa nykomlingar (internationellt) för det tyska ECHO Awards (vis sidan om popstjärnor som Leona Lewis och Gabriella Cilmi).[7]

- I december 2010 HBO premiered a dokumentären Top Ten Monks,[8] som berättar om munkarnas liv i klostret och deras album.[9]

- Hösten 2011 spelades albumet Chant: Amor Et Passio in under klostret eget märke Obsculta Music[10] som snabbt sålde guld.[11]